# كيري بوند
كيري بوند هو لاعب هوكي الجليد كندي، ولد في 18 يوليو 1945 في غريتر سودبوري في كندا.

## وصلات خارجية
- كيري بوند على موقع EliteProspects.com (الإنجليزية)
- كيري بوند على موقع HockeyDB.com (الإنجليزية)